# Torneo de Repesca para la Copa Mundial Femenina de Fútbol de 2027
El Torneo de Repesca para la Copa Mundial Femenina de Fútbol de 2027™ (en inglés: 2027 FIFA Women's World Cup Play-off Tournament) será un torneo eliminatorio que se disputará en una sede por definir. En este evento clasificarán los 3 últimos equipos a la Copa Mundial Femenina de la FIFA Brasil 2027. Participaron 10 equipos provenientes de las 6 confederaciones.

## Antecedentes
Además de los torneos de clasificación interna por confederaciones, los partidos de repesca inter-confederaciones se disputan, desde, previo a la Copa Mundial Femenina de la FIFA de 1999. Sin embargo el primer torneo centralizado inter-confederaciones fue el Torneo de Repesca para la Copa Mundial Femenina de Fútbol de 2023.
La segunda edición del Torneo de Repesca para la Copa Mundial Femenina se disputará entre noviembre de 2026 y febrero de 2027.

## Clasificación
Participarán 10 equipos que han logrado un cupo en el repechaje mediante su desempeño dentro de su confederación.

### Distribución
Los equipos iniciarán su participación desde la primera fase del torneo.
Únicamente los equipos de la Concacaf y de la UEFA han sido asignados automáticamente a la segunda fase al obtener los mejores resultados en el Torneo de Repesca Intercontinental de 2023. El equipo mejor posicionado de la Conmebol en la Clasificación Mundial Femenina de la FIFA (previo al sorteo) también fue asignado automáticamente a la segunda fase, debido a que Brasil utiliza un cupo directo de esta confederación en calidad de anfitriona de la Copa Mundial Femenina de 2027.
| Fase                     | Participantes                                                                                            |
| ------------------------ | --- |
| Primera fase (6 equipos) | - 2 equipos de la AFC - 2 equipos de la CAF - 1 equipo de Conmebol - 1 equipo de la OFC                  |
| Segunda fase (6 equipos) | - 2 equipos de la Concacaf - 1 equipo de Conmebol - 1 equipo de la UEFA - 2 ganadores de la primera fase |

### Torneos clasificatorios
| Competición                                                 | Sede         | Método de clasificación                                              | Clasificados | Fase         |
| ----------------------------------------------------------- | ------------ | -------------------------------------------------------------------- | ------------ | ------------ |
| Copa Asiática femenina de la AFC 2026                       | Australia    | Derrotados en la repesca de la AFC                                   | Bandera de ? | Primera fase |
| Copa Asiática femenina de la AFC 2026                       | Australia    | Derrotados en la repesca de la AFC                                   | Bandera de ? | Primera fase |
| Copa Africana de Naciones Femenina 2026                     | Marruecos    | Ganadores de la repesca de la CAF                                    | Bandera de ? | Primera fase |
| Copa Africana de Naciones Femenina 2026                     | Marruecos    | Ganadores de la repesca de la CAF                                    | Bandera de ? | Primera fase |
| Clasificación de OFC para la Copa Mundial Femenina de 2027  | Por defirnir | 2° lugar                                                             | Bandera de ? | Primera fase |
| Liga de Naciones Femenina Conmebol 2025-26                  | Sudamérica   | 4° lugar                                                             | Bandera de ? | Primera fase |
| Liga de Naciones Femenina Conmebol 2025-26                  | Sudamérica   |                                                                      |              |              |
| Liga de Naciones Femenina Conmebol 2025-26                  | Sudamérica   | 3° lugar                                                             | Bandera de ? | Segunda fase |
| Campeonato Concacaf W 2026                                  | Por definir  | Ganadores de la repesca de la CONCACAF                               | Bandera de ? | Segunda fase |
| Campeonato Concacaf W 2026                                  | Por definir  | Ganadores de la repesca de la CONCACAF                               | Bandera de ? | Segunda fase |
| Clasificación de UEFA para la Copa Mundial Femenina de 2027 | Europa       | 8° lugar en la clasificación de ganadores de la Ronda 2 de Play-offs | Bandera de ? | Segunda fase |

## Formato de competición
El Torneo de Repesca Intercontinental se comfar de dos fases.
- Primera fase:

Se realizará en noviembre y diciembre de 2026.
Participarán seis equipos. Los dos mejores avanzarán a la segunda y última fase.
- Segunda fase:

Se realizará en febrero de 2027.
Los dos ganadores de la fase previa se unirán a los dos equipos de la Concacaf y a un equipo de la Conmebol y de la UEFA.
Los equipos participantes en la última fase se dividirán en tres rutas o vías, en donde los ganadores de cada una de ellas clasificarán a la Copa Mundial Femenina de la FIFA Brasil 2027.

## Equipos participantes
Diez equipos participarán en el torneo clasificatorio.

### Sorteo
Los bombos serán ordenadas de acuerdo a la clasificación mundial femenina de la FIFA.
Los equipos de la misma confederación no podrán quedar encuadrados em la misma ruta de clasificación.

## Clasificadas alMundial de Brasil 2027
| Bandera de ?         | Bandera de ?         | Bandera de ?         |
| Por definir          | Por definir          | Por definir          |
| Ganador Ruta A       | Ganador Ruta B       | Ganador Ruta C       |
| Clasificado: --/2/27 | Clasificado: --/2/27 | Clasificado: --/2/27 |